# Campeonato Mundial de Atletismo em Pista Coberta de 2016 - Salto com vara masculino
A prova do salto com vara masculino do Campeonato Mundial de Atletismo em Pista Coberta de 2016 ocorreu dia  17 de março em Portland, nos Estados Unidos.

## Recordes
Antes desta competição, os recordes mundiais e do campeonato nesta prova eram os seguintes:
|    | Nome              | Nacionalidade | Altura  | Local            | Data                    |
| -- | ----------------- | ------------- | ------- | ---------------- | ----------------------- |
| WR | Renaud Lavillenie | França        | 6m 16cm | Donetsk, Ucrânia | 15 de fevereiro de 2014 |
| CR | Steven Hooker     | Austrália     | 6m 01cm | Doha, Catar      | 13 de março de 2010     |

## Medalhistas
| Ouro                    | Prata               | Bronze            |
| Renaud Lavillenie (FRA) | Sam Kendricks (USA) | Piotr Lisek (POL) |

## Resultados
A prova ocorreu dia 17 de março. 
| Colocação         | Nome                   | Nacionalidade  | 5.40 | 5.55 | 5.65 | 5.75 | 5.80 | 5.85 | 5.90 | 6.02 | 6.17 | Resultados | Notas |
| ----------------- | ---------------------- | -------------- | ---- | ---- | ---- | ---- | ---- | ---- | ---- | ---- | ---- | ---------- | ----- |
| Medalha de ouro   | Renaud Lavillenie      | França         | —    | —    | —    | o    | —    | —    | o    | o    | xxx  | 6.02       | CR    |
| Medalha de prata  | Sam Kendricks          | Estados Unidos | o    | o    | o    | —    | o    | x-   | xx   |      |      | 5.80       |       |
| Medalha de bronze | Piotr Lisek            | Polónia        | —    | o    | xo   | o    | xx-  | x    |      |      |      | 5.75       |       |
| 4                 | Jan Kudlička           | Chéquia        | o    | —    | xxo  | xxo  | xxx  |      |      |      |      | 5.75       |       |
| 4                 | Shawn Barber           | Canadá         | —    | o    | xxo  | xxo  | xx-  | x    |      |      |      | 5.75       |       |
| 6                 | Robert Sobera          | Polónia        | o    | —    | o    | xxx  |      |      |      |      |      | 5.65       |       |
| 7                 | Konstadínos Filippídis | Grécia         | xo   | o    | xo   | xxx  |      |      |      |      |      | 5.65       |       |
| 8                 | Mike Arnold            | Estados Unidos | o    | xxo  | xxo  | xxx  |      |      |      |      |      | 5.65       |       |
| 9                 | Michal Balner          | Chéquia        | o    | o    | xxx  |      |      |      |      |      |      | 5.55       |       |
| 10                | Seito Yamamoto         | Japão          | xo   | o    | xxx  |      |      |      |      |      |      | 5.55       |       |
| 10                | Carlo Paech            | Alemanha       | xo   | o    | xxx  |      |      |      |      |      |      | 5.55       |       |
| 12                | Jérôme Clavier         | França         | o    | xo   | xxx  |      |      |      |      |      |      | 5.55       |       |
| 12                | Thiago Braz da Silva   | Brasil         | —    | xo   | —    | xx-  | x    |      |      |      |      | 5.55       |       |
| 14                | Augusto de Oliveira    | Brasil         | xo   | xxx  |      |      |      |      |      |      |      | 5.40       |       |

Legenda
| Recorde mundial       | Recorde mundial (World record)               |                       | Recorde africano                      | Recorde africano (African) |                                           | Q | Classificado por posição (Qualified) |
| Recorde do campeonato | Recorde do campeonato (Championship record)  | Recorde da América    | Recorde da América (Americas)         | q                          | Classificado por melhor tempo (Qualified) |   |                                      |
| Melhor marca do ano   | Melhor marca do ano (World leading)          | Recorde asiático      | Recorde asiático (Asian)              | DNS                        | Não largou (Did not start)                |   |                                      |
| Recorde nacional      | Recorde nacional (National record)           | Recorde europeu       | Recorde europeu (European)            | DNF                        | Não terminou (Did not finish)             |   |                                      |
| Recorde pessoal       | Recorde pessoal do atleta (Personal best)    | Recorde da Oceania    | Recorde da Oceania (Oceania)          | DSQ / DQ                   | Desclassificado (Disqualified)            |   |                                      |
| Recorde da temporada  | Recorde da temporada do atleta (Season best) | Recorde sul-americano | Recorde sul-americano (South America) | NM                         | Sem marca (No mark)                       |   |                                      |